# Пон-Белланже
Пон-Белланже́ (фр. Pont-Bellanger) — коммуна во Франции, находится в регионе Нижняя Нормандия. Департамент коммуны — Кальвадос. Входит в состав кантона Сен-Севе-Кальвадос. Округ коммуны — Вир.
Код INSEE коммуны — 14511.

## Население
Население коммуны на 2010 год составляло 65 человек.
| 1962 | 1968 | 1975 | 1982 | 1990 | 1999 | 2010 |
| ---- | ---- | ---- | ---- | ---- | ---- | ---- |
| 123  | 121  | 100  | 82   | 80   | 87   | 65   |

## Экономика
В 2010 году среди 37 человек трудоспособного возраста (15—64 лет) 27 были экономически активными, 10 — неактивными (показатель активности — 73,0 %, в 1999 году было 75,5 %). Из 27 активных жителей работали 24 человека (16 мужчин и 8 женщин), безработных было 3 (1 мужчина и 2 женщины). Среди 10 неактивных 2 человека были учениками или студентами, 4 — пенсионерами, 4 были неактивными по другим причинам.